# Dabo kolo
Le dabo kolo (Amharique : ዳቦ ቆሎ (dabo k'olo), Oromo : Boqqolloo daabboo) est une collation et des amuse-gueules éthiopiens et érythréens composés de petits morceaux de pain cuit dans l'huile,,.
Dabo kolo signifie pain de maïs en langue amharique, avec dabo pour le pain et kolo pour le maïs ou l'orge grillée, les pois chiches, les graines de tournesol, d'autres céréales locales et les cacahuètes. Le pain coloré enveloppé dans un cornet à papier est souvent vendu par les kiosques locaux et les marchands ambulants. Il est préparé en faisant frire de petits morceaux de pâte découpés dans des rouleaux. Parfois, du miel est ajouté pour rendre le goût plus sucré. Le dabo kolo est également considéré comme un amuse-gueule congolais. Une recette alternative rare est le dabo kolo à base de grains de café.

## Festivités
Le dabo kolo est un plat spécial lors des festivités du Nouvel An éthiopien (Enqoutatash). Il est traditionnellement servi pendant les repas de Shabbat par les Beta Israel (Juifs éthiopiens).